# خاکشیر شرقی
خاکشیر شرقی (نام علمی: Sisymbrium orientale) نام یک گونه از سرده خاکشیر است.